# Háj (okres Turčianske Teplice)
Háj (Hongaars: Turócliget) is een Slowaakse gemeente in de regio Žilina, en maakt deel uit van het district Turčianske Teplice.
Háj telt 487 inwoners.